# Hijerarhija anđela
Kršćanska anđeoska hijerarhija označava, sukladno kršćanskoj tradiciji, stupnjevit poredak anđela na nebesima. Takva podjela potječe od pisanih djela Pseudo-Dionizija Areopagita, teologa iz 5. stoljeća, i navodnog učenika svetog Pavla. Pseudodionizijski spisi Mistična teologija, Nebeska hijerarhija i O Božjim imenima, su temelj zapadnog učenja o duhovnim nebeskim bićima, a spominju se i u Bibliji. On ih je podijelio u devet skupina ili zborova, tj. u tri sfere. Po ovoj podjeli, Anđeli su hijerarhijski najniža, a Serafini najviša bića.

## I. sfera (Nebeski savjetnici)
- Serafini (Seraphim) – Čuvari Božjeg prijestolja, nitko, pa čak niti sveta bića ne mogu pogledati u njih zbog njihove svjetlosti.
  - Imaju 6 krila, 2 preko lica, 2 preko tijela i 2 pomoću kojih lete.
  - Serafiel (ima orlovu glavu) i Metatron.
- Kerubini (Cherubim) – Čuvari svjetlosti i zvijezda.
  - Jofiel
  - Imaju 4 lica, lice čovjeka, bika (pravo lice), lava i orla.
  - Ne zna se koliko su visoko u rangu, ali se pretpostavlja da su odmah iza Serafina. Najpoznatiji spomen kerubina je zasigurno onaj u Knjizi postanka kad ih je Bog postavio da s plamtećim mačem čuvaju vrata Edena.[1]
- Prijestolja – Gospodari Mudrosti ili Starješine, poznati kao Erelimi ili Ofanimi (Gospodari Buktinje, poznati po izgledu nalik kotačima, jednima unutar drugih, sa stotinama očiju na žbicama).
  - Simboli Božje pravde i autoriteta.

## II. sfera (Nebeski upravitelji)
- Gospodstva (Dominationes) – ili Hashmallim, ili Gospodari Individualnosti, reguliraju dužnosti nižih anđela.
  - Jako rijetko vidljivi smrtnicima, izgledaju poput običnih ljudi s krilima uz aureolu.
- Vrline ili Sile (Virtutes) – Održavaju kretnje nebeskih tijela zbog ravnoteže svemira, posjeduju snagu i inteligenciju da odgovaraju isključivo Bogu. Održavaju svemir u ravnoteži. Njihov vođa bio je Samael.[2]
- Vlasti (Potestates) – Nositelji savjesti i čuvari povijesti, Gospodari Uma.
  - Ratnici anđeli, po jednoj teoriji Sotona je bio njihov predvodnik do pada.

## III. sfera (Nebeski glasnici)
- Vrhovništva (Principatus) – Nose krunu i žezlo.
  - Dužnost im je izvršavanje naredbi od Gospodstva i naviještanje blagoslova ljudima, te nadgledanje velikih skupina ljudi i obrana religije.
  - Također, inspiriraju nas za umjetnost i znanost.
- Arkanđeli – Najviše rangirani anđeli, koji prenose Božje zapovjedi i služe kao zapovjednici anđeoske vojske. Prema kršćanskoj doktrini postoji sedmero arkanđela.[2]
  - sv. Mihael (1.) - Vojskovođa nebeske vojske
  - sv. Gabriel (2.) - Božji glasnik
  - sv. Rafael (3.) - „Onaj koji liječi“
  - sv. Uriel (4.) - Božja vatra ili svijetlo
  - sv. Barakiel ili Maltijel (5.)  - Božji blagoslov
  - sv. Jehudiel ili Jofijel (6.) - Kažnjavatelj Božji
  - sv. Sealtiel ili Zeadijel (7.) - Božji glasnik
- Anđeli – Malakh Wat Watim, glasnici čovječanstvu; ujedno najbliži ljudskom rodu. Rade pod vodstvom arkanđela. Njihov je posao da štite ljude i prenose Božje zapovjedi.[2]
  - Zerachiel, Oriphiel, Kamuel, Haniel, Zadkiel.

Jedna od podskupina anđela su anđeli čuvari.